# Loughcrew

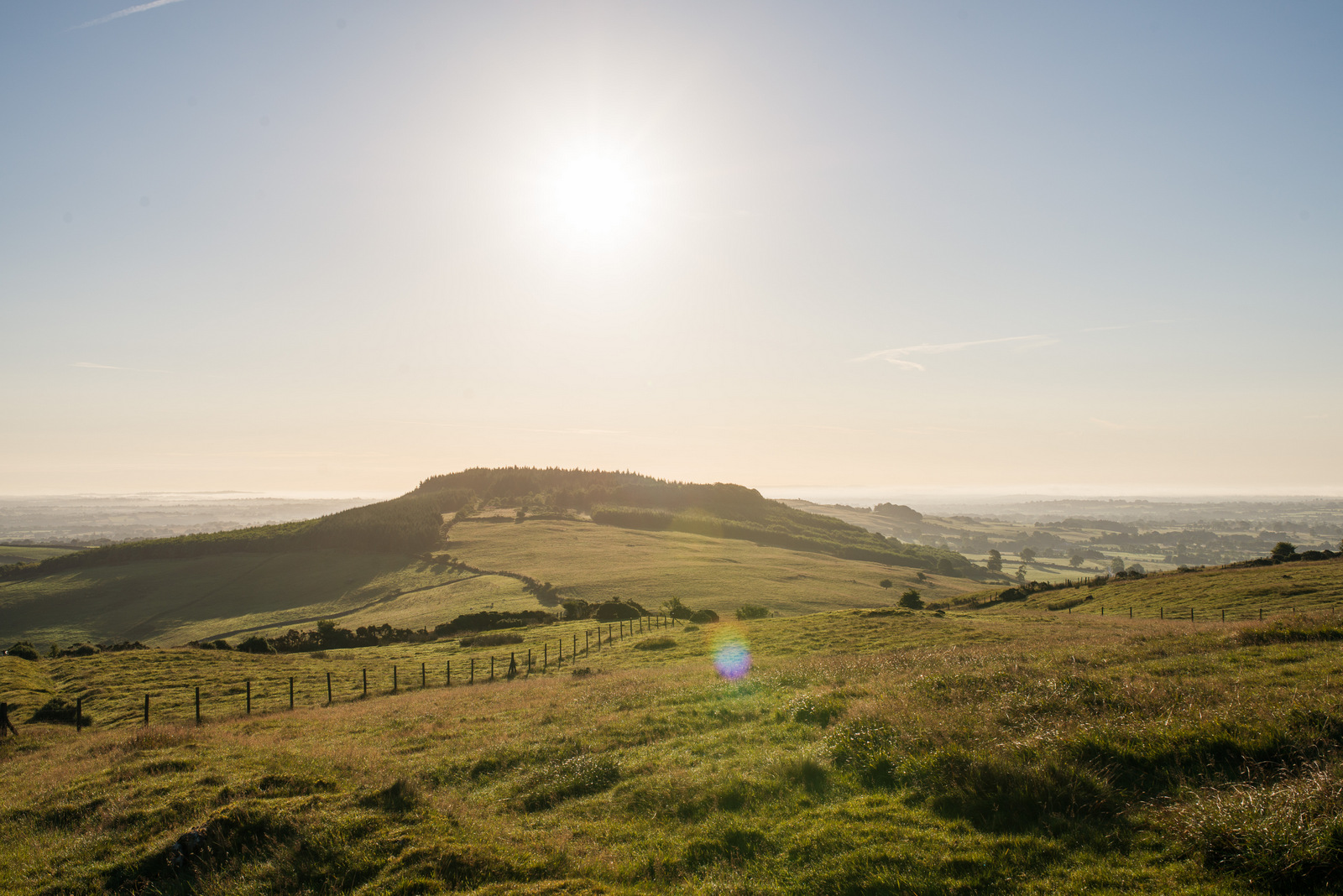
Der Höhenzug Slieve na Calliagh

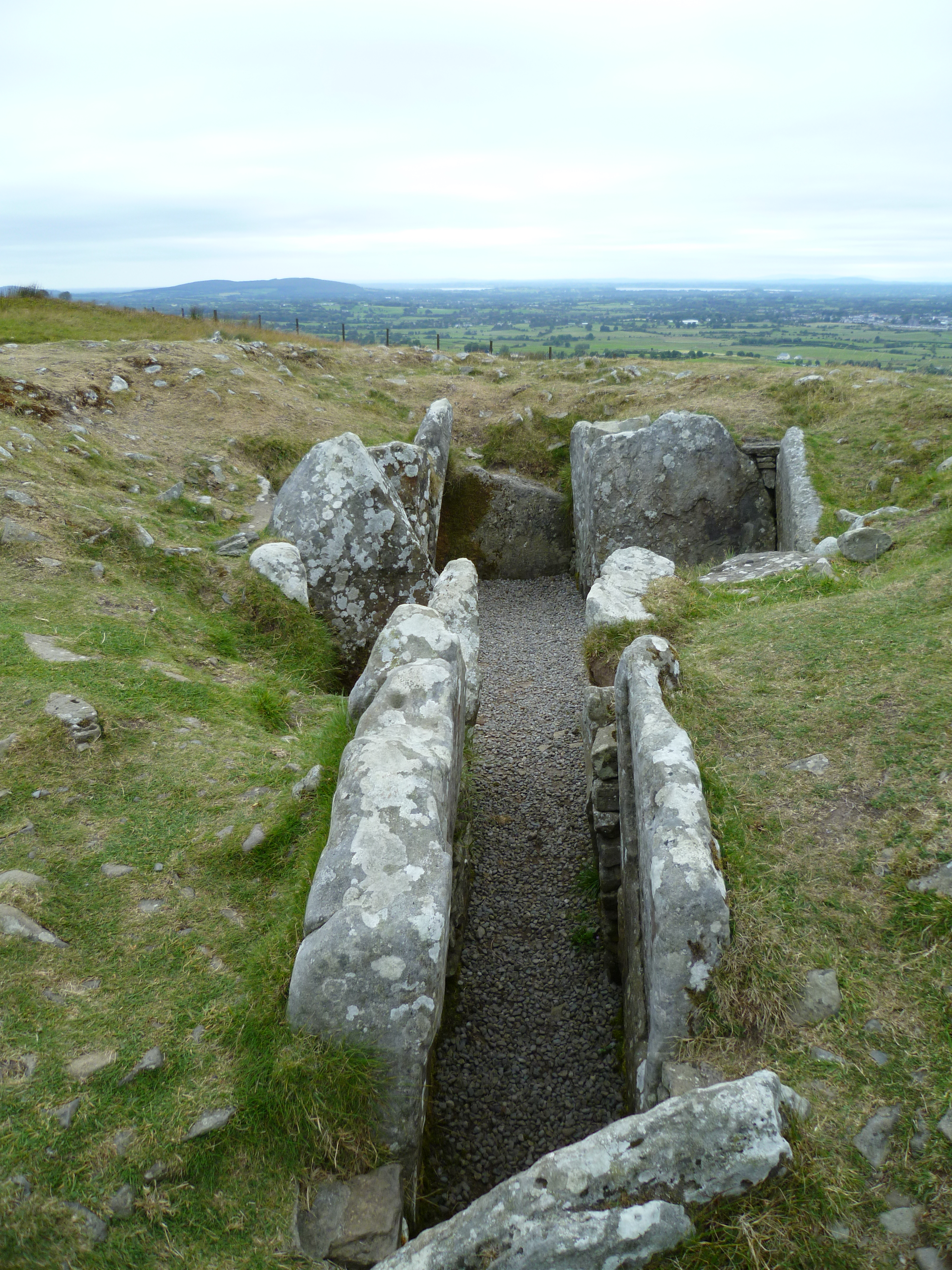
Typische Kammerfom von Loughcrew

Loughcrew ist ein Komplex von Passage Tombs in der Civil parish Loughcrew (irisch Loch Craobh) im irischen County Meath.

## Loughcrew Cairns
Die Loughcrew Cairns (irisch Cairn Loch Craobh oder Cairn Sliabh na Caillí) liegen auf dem Höhenzug Slieve na Calliagh (irisch Sliabh na Caillí, dt. „der Hügel der Hexe“), einer Kette dreier Hügel. Die englische Bezeichnung Cairn steht für einen Grabhügel, auf den britischen Inseln meist ein Megalithgrab, mit einer Hügelschüttung aus Steinen. Die einzelnen Hügel heißen – von West nach Ost – Carnbane West, Carnbane East und Patrickstown. Der zentrale Gipfel des Carnbane East ist mit 329 m die höchste Erhebung im County Meath. Heute sind noch etwa 30 Anlagen auf dem Höhenzug Slieve na Calliagh – teils in stark zerstörtem Zustand – erhalten. Unter den Hügeln befinden sich – soweit bekannt – megalithische Grabkammern, von denen einige wichtige Beispiele schematischer Megalithkunst enthalten.

### Cairngruppen
Die Cairns lassen sich in drei Gruppen zusammenfassen, jede befindet sich auf einer der drei Hügelkuppen in einem jeweils gleichnamigen Townland, mit Ausnahme des stärker gestörten, nahe gelegenen Passage Tomb im benachbarten Townland Thomastown.
- „Carnbane West“ (An Carn Bán Thiar), die dichteste Gruppe aus etwa 13 Anlagen, einschließlich der Cairns G, K und L.
- „Carnbane East“ (An Carn Bán Thoir), umfasst zehn Cairns und schließt den großen und gut erhaltenen „Cairn T“ ein.
- „Patrickstown“ (Baile Phádraig), die kleinste Gruppe mit fünf Anlagen.

Der Cairn G besitzt keine Kammer. Cairn K und T sind Dolmen mit Seitenkammern, wie sie sich z. B. auch im West Kennet Long Barrow oder in mehreren Anlagen des Departements Morbihan in der Bretagne wie Mané Keriaval finden. Entlang eines Mittelganges sind an dessen Kopfseite und symmetrisch zu beiden Seiten entweder zwei, vier oder sechs mehr oder weniger geschlossene Seitenkammern angeordnet. Die Decken der Zentralkammern sind als Kraggewölbe ausgeführt. In der Kammer von Cairn L steht ein Menhir, ebenso im Inneren von Cairn K. Keiner der Cairns besitzt noch einen intakten Eingang. Die Cairns L, T, S, H und U weisen alle mehr oder weniger gut erhaltene Steinkränze – im Englischen als kerb stone circle bezeichnet – auf. Ein ungewöhnlicher geformter kerb stone von Cairn T wird als 'Sitz der Hexe' (im Englischen hag's chair) bezeichnet und ist mit Erzählungen aus der irischen Folklore verbunden.
Die am besten erhaltene Anlage ist Cairn T. Sie hat einen geraden Gang aus 4 erhaltenen Seitensteinpaaren. Vor dem letzten Paar trennt ein quergestellter Stein den Gang von der Vorkammer, die aus zwei Seitensteinen besteht. Die Hauptkammer ist ein Oktogon, an das die Kopfnische und die beiden Seitennischen, bestehend aus jeweils drei Tragsteinen, anschließen. Ähnlich wie das bekanntere Megalithgrab von Newgrange ca. 30 km östlich weist auch die Kammer von Cairn T eine astronomische Visur auf: zur Tagundnachtgleiche scheint das Licht der aufgehenden Sonne den Gang entlang und beleuchtet einen verzierten Wandstein in der Kopfnische.
Cairn L ist das dominierende und östlichste Grab des Clusters auf Carnbane West. Seine Kammer erinnert an Stalled Cairns. Sie besteht aus 20 Tragsteinen (10 in situ) mit acht Nischen und einem axialen Gang aus 8 Tragsteinen (6 in situ). Zwei der Nischen enthalten Becken aus Stein. Das rechte der beiden ist größer und betont die Verzierungen auf dem rückwärtigen Wandstein. Innerhalb der Kammer tragen 20 der Steine Verzierungen mit schematischer Megalithkunst auf ihrer Vorderseite. Zwei von ihnen besitzen auch versteckte Dekorationen.
Die Cairns mit wichtigen Beispielen schematischer megalithischer Kunst in gutem Zustand, L und T, sind heutzutage mit Gittertoren gesichert. Die ungeschützten Cairns haben schwer unter der Erosion durch Regen gelitten und viele der Gravierungen sind kaum noch erkennbar. Bei Grabungen von Amateuren Anfang des 20. Jahrhunderts kamen viele Artefakte abhanden. Bei der Ausgrabung des Cairn H im Jahre 1943 fand man Knochengegenstände im eisenzeitlichen La Tène-Stil.
Nach Vergleichen zwischen der Architektur und der Megalithkunst der Loughcrew Cairns und den Anlagen von Newgrange und Knowth, sowie auf der Basis der C14-Daten von letzteren, schlägt die Archäologin Jean Mary McMann als Erbauungszeitraum der meisten Anlagen das irische Mittelneolithikum zwischen etwa 3500 und 3000 v. Chr. vor.
Die beiden geschlossenen Cairns sind nur nach Anmeldung (Schlüsselübergabe) zu besichtigen.